# 散生栒子
散生栒子（学名：Cotoneaster divaricatus）是蔷薇科栒子属的植物。分布于中国大陆的甘肃、陕西、西藏、江西、四川、云南、湖北等地，生长于海拔1,600米至3,400米的地区，一般生长在多石砾坡地及山沟灌木丛中，目前尚未由人工引种栽培。

## 别名
张枝栒子（经济植物手册）